# Brits-Russische Conventie
De Brits-Russische Conventie is een conventie van meerdere dagen tussen Rusland en Groot-Brittannië. De conventie werd afgesloten op 31 augustus 1907 met de ondertekening van het Verdrag van Sint-Petersburg.
De conventie werd georganiseerd om de problemen inzake Perzië, Afghanistan en Tibet op te lossen. Dit speelde zich af binnen het kader van The Great Game, een strategische wedijver die al enkele decennia aanhield.
Ook werden er besprekingen gehouden over een marineverdrag. De Britten werd gevraagd of zij ook de Oostzee-kusten wilden beschermen. De Brits-Russische Conventie speelde in aanloop tot de Eerste Wereldoorlog. Toen de Britten Turkije weigerden een lening te verstrekken, zagen ze dit als een teken dat de Britten zich tegen hen keerden.